# Japanisches Wirtschaftsplanungsamt
Das Japanische Wirtschaftsplanungsamt (japanisch 経済企画庁 keizai-kikaku-chō) war von 1955 bis 2001 eine Behörde mit Kabinettsrang in der japanischen Nationalregierung. Ihre direkten, ebenfalls durch Minister im Kabinett vertretenen Vorläuferbehörden gingen auf die Besatzungszeit zurück: die „Hauptabteilung für wirtschaftliche Stabilität“ (経済安定本部 keizai-antei-honbu) ab 1946, und das „Wirtschaftsberatungsamt“ (経済審議庁 keizai-shingi-chō). Bei der Restrukturierung der Zentralregierung 2001 wurde die Behörde Teil des Ministeriums für Wirtschaft & Industrie, als Nachfolger des Wirtschaftsplanungsministers gibt es seit 2001 einen Minister beim Kabinettsamt für besondere Aufgaben: Wirtschafts- und Fiskalpolitik.